# Leptogenys mastax
Leptogenys mastax är en myrart som beskrevs av Bolton 1975. Leptogenys mastax ingår i släktet Leptogenys och familjen myror. Inga underarter finns listade i Catalogue of Life.